# شوديير أبالاش (كيبيك)
شوديير أبلاش، بالفرنسية :(Chaudière-Appalaches)، هي منطقة إدارية بمقاطعة كيبيك، وتقع على الضفة الجنوبية لنهر سان لوران، يحدها من الشمال الشرقي منطقة سان لوران السفلي، ومن الجنوب الشرقي الولايات المتحدة (ولاية مين)، من الجنوب إستري، من الغرب مركز كيبك ومن الشمال العاصمة الوطنية، ويفصلها عن العاصمة الوطنية نهر سان لوران. اشتق اسمها من نهر شوديير، والذي يعبر بها من الجنوب إلى الشمال وإلى جبال الأبالاش مكوناً جزئها الجنوبي. تتألف من 10 بلديات المقاطعات الإقليمية و 136 بلدية.

## الديموغرافيا
- عدد السكان : 421832 (2016)
- المساحة : 15216 كم2
- الكثافة السكانية : 26.5 نسمة/كم2
- معدل المواليد: 11,3 11,3 ‰ (2010)
- معدل الوفيات : 7,0 7,0 ‰ (2010)
- معدل الخصوبة الكلي : 2,0 (2010)
- المواليد: 4 574 (2010)
- الوفيات: 2 830 (2010)
- الزيادة الطبيعية: 1 824 (2010)

المصدر Institut de la statistique du Québec نسخة محفوظة 16 فبراير 2011 على موقع واي باك مشين.
ومع انتعاش الخصوبة في مقاطعة كيبيك في 2006، لم تكن شوديير أبلاش بمنأى عن ذلك الانتعاش، حيث شهدت معدل خصوبة أعلى من متوسط الخصوبة في مقاطعة كيبيك. وبالرغم من أن بلديات المقاطعة الإقليمية (MRC) تظهر انخفاضاً في عدد السكان، إلا أن عدد السكان الإجمالي في شوديير أبلاش يتزايد بفضل الحراك الديموغرافى القوي، لمنطقتي ليفيس وبوس. ووفقاً للسيناريو الأول للمصدر، أن عدد سكان المنطقة الإدارية في 2011 ينبغي أن يصل إلى 397458 نسمة، في حين أن هذا الرقم تم تجاوزه بالفعل.
بلديات المقاطعة الإقليمية والسلطات المحلية في نمو سكاني مرتفع :
- ليفيس (+1,62 %)
- لا نوفل بوس (+1,20 %)
- بوس سارتيغان (+0,50 %)
- لوتبينيير (+0,35 %)

بلديات المقاطعة الإقليمية والسلطات المحلية في نمو سكاني منخفض :
- روبرت كليش (-0,13 %)
- مونتماغني (-0,26 %)
- بيلشاس (-0,34 %)
- ليز أبلاش (-0,53 %)
- ليز إيتشمين (-0,64 %)
- ليسليه (-0,85 %)

## المناطق دون الإقليمية التاريخية والثقافية

### كوت دو سود (الساحل الجنوبي)
تعد منطقة الساحل الجنوبي منطقة تاريخية وثقاقية، تجمع بين بلديات المقاطعة الإقليمية لبيلشاس، مونتماغني، وليسليه، إضافة إلى كاموراسكا في المنطقة المجاورة لمنطقة سان لوران السفلي. ويبلغ عدد سكانها 75000 نسمة.
وتعتبر الساحل الجنوبي من أوائل المناطق التي قامت فرنسا الجديدة في باستعمارها في بداياتها. في الواقع، تم منح أول سلطة على كوت دو سود في 1956 إلى جون بيليتيه في سان روش ديز اولنيه. لاحقاً، استقر مستوطنون آخرون في الساحل الجنوبي، ليصل عدد سكان المنطقة في نهاية النظام الفرنسي إلى ما يقارب 10000 نسمة، إضافة إلى ال60000 نسمة التي ضمها فرنسا الجديدة. خلال القرن التاسع عشر، تسبب نقص الأراضي بإجبار السكان على الهجرة. ومع ظهور خط السكك الحديدية فإن فتح الأراضي الاستيطانية الجديدة (على سبيل المثال: بحيرة سان جان في منتصف القرن التاسع عشر، أبيتيبي في عقد 1930) جعل من المنطقة أرضاً للهجرة. ونتيجة لذلك توقف عدد السكان عن النمو أو بالأحرى قلّ. وحتى اليوم فإن المنطقة لديها صافي هجرة سلبي.

### منطقة ليفيس
تقع منطقة ليفيس في نقطة التقاء نهري سان لوران وشوديير، مقابل مدينة كيبيك.
تعتبر منطقة ليفيس والتي يقطنها أكثر من 130000 نسمة، أهم مركز اقتصادي في شوديير أبالاش. وتشهد تلك المنطقة أعلى معدل نمو سكاني في شوديير أبالاش.
احتلت ليفيس منذ بداية فرنسا الجديدة موقعاً استراتيجياً، حيث كانت مسرحاً للعديد من المعارك منذ بداية الاشتباكات مع الهنود وحتى حرب 1812. وفي ليفيس قام ألفونس ديجاردان بتأسيس الصندوق المالي ديجاردان.

### بوس
لا بوس هي منطقة تاريخية وثقافية ذات هوية قوية في وادي شوديير. منذ بداية الاستعمار، تميزت هذه المنطقة بالتعبيرات الشهيرة مثل : jarrets noirs (السيقان السوداء) والذي يعزى  إلى عدة أمور منها: المستنقعات العديدة في عهد فرنسا الجديدة والتي تسببت في اتساخ سراويل سكان البوس عند ذهابهم إلى كيبيك، أو مملكة المشاريع الصغيرة والمتوسطة الحجم حيث أن منطقة بوسمشهورة بارتفاع نسبة المؤسسات الصغيرة والمتوسطة في اقتصادها)

يوجد في أرض بوس أكثر من 100000 نسمة موزعة على ثلاثة بلديات مقاطعة إقليمية : بلدية بوس سارتيغان، بلدية لا نوفل بوس، وبلدية روبرت كليش. ومنطقة بوس هي واحدة من أكثر المناطق خصوبة في شوديير أبالاش ؛ ولهذا فإن النمو السكاني يعزز بشكل أكبر من خلال صافي الهجرة الإيجابي.

## السياسة والإدارة

### بلديات المقاطعة الإقليمية
- بيلشاس وعاصمتها بلدية سان لازار دو بيلشاس.
- ليسليهوعاصمتها بلدية سان جون بورت جولي
- مونتماغنيوعاصمتها مدينة مونتماغني
- ليز أبلاشوعاصمتها مدينة ثيتفورد ماينز
- ليز إيتشمينوعاصمتها بلدية لاك إيتشمين
- لوتبينيير وعاصمتها بلدية سان أبولينير
- بوس سارتيغانوعاصمتها مدينة سان جورج
- لا نوفل بوسوعاصمتها أبرشية سانت ماري
- روبرت كليشوعاصمتها مدينة بوسفيل

#### بلديات خارج المقاطعة الإقليمية
- مدينة ليفيس

### التمثيل الإقليمي
قائمة النواب والدوائر الانتخابية للمقاطعات في شوديير أبالاش الصادرة في انتخابات 2014 :
ليفيس
- ليفيس: فرانسوا بارادي (ائتلاف مستقبل كيبيك )

بوس
- بوس الشمالية : لوك بروفانسال (ائتلاف مستقبل كيبيك )
- بوس الجنوبية : صامويل بولان (ائتلاف مستقبل كيبيك )
- شوت دو لا شوديير : مارك بيكار (ائتلاف مستقبل كيبيك )
- لوتبينيير فرونتناك : إيزابيل لوكور (ائتلاف مستقبل كيبيك )

الساحل الجنوبي (كوت دو سود)
- بيلشاس : ستيفاني لاشانس (ائتلاف مستقبل كيبيك)
- كوت دو سود : ماري إيف برول (ائتلاف مستقبل كيبيك )

بعد أن ضربت موجة مؤيدي الحركة الديموقراطية كيبيك كافة المناطق في انتخابات المقاطعات 2007 (حيث اكتسحت الحركة الديموقراطية كيبيك كافة الدوائر الانتخابية عدا فرونتناك) ، ولم تكن خسارة الحزب لتلك المنطقة استثناء إنما هي نسبة أقل بكثير من غيرها في المناطق الأخرى. وفي الحقيقة، أربع من سبع نواب منتخَبين في الحركة الديموقراطية كيبيك في انتخابات 8 ديسمبر 2008 من تلك المنطقة. وقد ظهر الحزب الليبرالي مرة أخرى في المنطقة باعتبارها أحد معاقله التقليدية، مستولياً على ثلاثة مقاعد في الحركة الديموقراطية كيبيك. ومع ذلك، فإن شوديير أبالاش تبقى واحدة من أكثر المناطق اليمينية والمحافظة في المشهد السياسي للإقليم.
في انتخابات عامي 2012,2014 ظل النواب نفسهم في المنطقة، 4 من ائتلاف مستقبل كيبيك و4 ليبراليين. في انتخابات 2018، يفوز ائتلاف مستقبل كيبيك بكافة الدوائر الانتخابية للإقليم.

### التمثيل الاتحادي
- بوس : مكسيم بيرنييه (حزب المحافظين الكندي)
- ليفيس-بيلشاس : ستيفن بلاني (حزب المحافظين الكندي)
- لوبتينيير-شوت دو لا شوديير : جاك غورد (حزب المحافظين الكندي)
- مغانتيك-ليرابل : لوك بيرتولد (حزب المحافظين الكندي)
- مونتماغني-ليسليه-كاموراسكا-ريفيير دو لوب : بيرنارد جينيرو (حزب المحافظين الكندي)

تعد شوديير أبالاش بيئة خصبة جداً لحزب المحافظين في كندا حيث أنه غالباً ما يحصل على نتائج جيدة هناك. نظراً لأنها المنطقة الكيبيكية الوحيدة التي استطاع المحافظون فيها مقاومة الموجة البرتقالية في 2011، عدا روبيرفال لاك سان جان دائرة الانتخاب دينيس ليبيل.
قد تمثل الدوائر الانتخابية معظم أرض المنطقة الإدارية ولكنها لا تمثلها بأكملها.المصدر الجمعية الوطنية في كيبيك و انتخابات كيبيك

## الصحة
مركز الصحة والخدمات الاجتماعية المتكامل في شوديير أبالاش
مراكز خدمات المجتمع المحلي
- مركز مونتماغني لخدمات المجتمع المحلي
- مركز أدستوك لخدمات المجتمع المحلي
- مركز أرماه لخدمات المجتمع المحلي
- مركز ايست بروتون لخدمات المجتمع المحلي
- مركز ديزرائيلي لخدمات المجتمع المحلي
- مركز دو لا غوادلوب لخدمات المجتمع المحلي
- مركز لورييه ستاسيون لخدمات المجتمع المحلي
- مركز سان أنطوان دو ليسل أو غرو  لخدمات المجتمع المحلي
- مركز سان فابيان دو بانيه لخدمات المجتمع المحلي
- مركز سان غيدون دو بوس لخدمات المجتمع المحلي
- مركز سان جورج لخدمات المجتمع المحلي
- مركز سان جوزيف دو بوس لخدمات المجتمع المحلي
- مركز سان لازار دو بيلشاس لخدمات المجتمع المحلي
- مركز سان بامفيل لخدمات المجتمع المحلي
- مركز ثيتفورد ماينز لخدمات المجتمع المحلي
- مركز خدمات المجتمع المحلي ومركز الإيواء ببوسفيل
- مركز خدمات المجتمع المحلي ومركز الإيواء بلاك إيتشمين
- مركز خدمات المجتمع المحلي ومركز الإيواء بمونتماغني
- مركز خدمات المجتمع المحلي ومركز الإيواء بسان جان بورت جولي
مركز خدمات المجتمع المحلي ومركز الإيواء بسان بروسبير
- مركز خدمات المجتمع المحلي ومركز الإيواء بسانت ماري
- مركز خدمات المجتمع المحلي ووحدة الطب الأسري بسان رومولد
- بيت الميلاد ميموزا
- الصحة المهنية في سان جورد
- الصحة المهنية في سان جان كريسوستوم
- الصحة المهنية في ثيتفورد ماينز

## التعليم

### المجالس المدرسية
- المجلس المدرسي للملاحين (لوبتينيير، ليفيس (كيبك))
- المجلس المدرسي في بوس إتشمين (ليز إتشمين، لا نوفل بوس، بوس سارتيغان، روبرت كليش)

المجلس المدرسي في ليز أبالاش (بيلشاس، مونتماغني، ليسليه )
- المجلس المدرسي في كوت دو سود (بيلشاس، مونتماغني، ليسليه )
- المجلس المدرسي في كيبيك المركزية (إنجليزي)

## الجوانب المادية

### الهيدروغرافيا
ما يميز حدود الهيدروغرافيا الخاصة بشوديير أبالاش هما مجريان ماء مهمان. نجد بداية، في وسط المنطقة، نهر شوديير والذي يعبر المنطقة من الجنوب إلى الشمال، وهو مهم جداً اقتصادياً للإقليم وذلك كونه يسمح بممارسة الأنشطة في الهواء الطلق. ومن ثم نجد نهر سان لوران والذي يحد شوديير أبالاش من الشمال، وهو أيضاً مهم لاقتصاد المنطقة. بالإضافة إلى المجريين السابقين، يحتوي الإقليم على بعض الأنهار الأخرى (نذكر منها : بحيرة إتشمين وبحيرة الجنوب) وبعض البحيرات الكبيرة. وحقيقة، فإن بحيرة إيلمير والبحيرة الكبرى سان فرانسوا من بين البحيرات القلة اللواتي تفوق مساحة الكيلومتر المربع الواحد.

### التضاريس
تنقسم شوديير أبالاش (وهي جزء من المجموعة الهيكلية للأحواض الرسوبية في الأراضي المنخفضة لسان لوران والبحيرات الكبرى) إلى ثلاثة مناطق فيزيوغرافية رئيسية : 
- يغطي الشريط الساحلي (والمعروف باسم المنطقة البيئية لسهل سان لوران) 20% من مساحة المنطقة. ويتميز بقلة ارتفاعه (عادة ما يبلغ ارتفاعه أقل من 150 متر).
- يحتل الحوض المائي لوادي نهر شوديير 44% من الأراضي.
- تغطي مجموعة الهضبات الأبالاشية (والتي تسمى أيضاً بالمنطقة البيئية تلال أبالاش المنخفضة) معظم التضاريس الإقليمية. قد يصل ارتفاع بعض القمم إلى 800 متر ولكن متوسط الارتفاع في هذه المنطقة يقع بين 150 و 400 متر.

### المناخ والغطاء النباتي
بالرغم من الشتاءات الباردة والكثير من الأمطار، إلا أن المناخ القاري الرطب يضمن صيفاً معتدلاً ولطيفاً مواتياً للعديد من الأنشطة في الهواء الطلق. فيما يتعلق بالغطاء النباتي، فإنها تتكون بشكل رئيسي من الغابة المختلطة والتي تغطي 74% من مساحة المنطقة. ويوجد فيها ثلاثة أصناف مناخية حيوية: أشجار حرجية من الزيزفون ، أشجار حرجية من القضبان الأصفر وصنوبريات القضبان الأصفر.

### السياحة

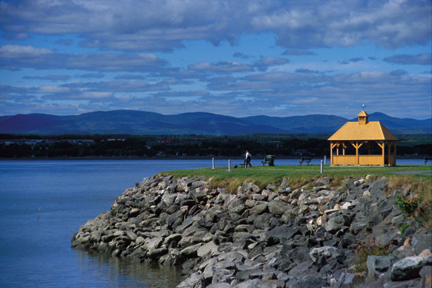
منظر طبيعي، سان ميشيل دو بيلشاس، شوديير أبالاش، كيبيك

## الأنشطة الاقتصادية